# Pristimantis ptochus
Espèce
Synonymes
- Eleutherodactylus ptochus Lynch, 1998

Statut de conservation UICN

 EN  : En danger
Pristimantis ptochus est une espèce d'amphibiens de la famille des Craugastoridae.

## Répartition
Cette espèce est endémique de la cordillère Occidentale en Colombie. Elle se rencontre dans les départements de Chocó, de Risaralda et de Valle del Cauca entre 2 160 et 2 250 m d'altitude dans la Serranía de los Paraguas.

## Description
Les mâles mesurent de 16,7 à 19,8 mm et les femelles de 20,7 à 24,5 mm.

## Publication originale
- Lynch, 1998 : New species of Eleutherodactylus from the Cordillera Occidental of western Colombia with a synopsis of the distributions of species in western Colombia. Revista de la Academia Colombiana de Ciencias Exactas Fisicas y Naturales, vol. 22, no 82, p. 117-148 (texte intégral).